# Eunidia thomensis
Eunidia thomensis là một loài bọ cánh cứng trong họ Cerambycidae.